# Arístides Moreno
Arístides Moreno Medina (Gáldar, Gran Canaria, España, 5 de agosto de 1972), más conocido como Arístides Moreno, es un cantautor español. La mayoría de sus canciones denuncian en tono humorístico los problemas sociales de las Islas Canarias.

## Primeros años
Desde pequeño mostró cierta inclinación por el mundo del arte. Formó parte del grupo de rock grancanario "Tatueque", proyecto que compaginó con otras actividades como plastificador de estanques, transportista de frutas y verduras y camarero. Era principios de los años 90 y se producía una oleada de nuevos grupos en la isla, como Última Parada, Vagos Permanentes, Frakaso Skolar o Los Coquillos.
En 1995, tras la disolución de "Tatueque", comienza a cantar en solitario participando en varios encuentros de cantautores canarios. Desde el primer momento consigue conectar con el público, gracias principalmente a sus locas letras, además de su personal "música accidental", que él mismo describe como:

"La música accidental son canciones de otra gente que se parecen a mis canciones, y pa que la gente no diga que mis canciones
se parecen a las canciones de otra gente, yo cojo esas canciones y las meto en mis canciones, y así la gente ya no dice que mis canciones se parecen a las de otra gente".
Arístides Moreno

## Carrera en solitario
En 1996 comienza a alternar las actuaciones en su tierra con presentaciones en Madrid. Actúa como artista invitado en el "Primer Encuentro de la Canción de Autor" de la SGAE, lo que le facilita formar parte de su circuito de cantautores. Actúa en conocidos locales como el Café del Foro, Libertad 8 y Suristán.
En 1998 edita su primer disco, "Samba de otro mundo", un disco grabado en directo en Gran Canaria a finales de 1997 y donde abundan sonidos procedentes del jazz, la samba, la bossa-nova y el bolero. Tuvo una fenomenal acogida en las islas, con especial mención a la canción "Horcon Boys", donde Arístides denuncia las dificultades que vivían los agricultores del plátano.
De sus siguientes conciertos uno especialmente importante fue el realizado en enero de 1999 en el Festival ATLÁNTICA, que anualmente organiza la Concejalía de Cultura del Ayuntamiento de San Bartolomé de Tirajana y donde comparte cartel con Molotov, Rosana, Raimundo Amador e Ismael Lo, entre otros.
En 1999 sale al mercado "El corsario de la biosfera". Sonoramente sigue la línea del disco anterior, aunque no tan acústico e incluyendo otros ritmos como la cumbia. En este disco se incluyó el tema "Felicidad", que inspiraría luego la canción del mismo título del grupo La Cabra Mecánica, en la que el propio Arístides Moreno realizó los coros. En este periodo realiza una gira como telonero del grupo Celtas Cortos.
Después de varios años sin editar, y compaginando su actividad artística con la dedicación a la agricultura, en 2005 primer disco de estudio, "Espectro Lumínico", donde cuenta con la colaboración del brasileño Chico César en el tema "Cangrejiando'"', así como de la Banda Municipal de Buenavista del Norte y del coro infantil de la misma localidad. En este disco se produce un importante cambio en cuanto al sonido, al incluir arreglos de merengue, rumba, mambo, música disco, balada y góspel.
En 2008 sale a la luz "Economía Sumergida", cuyas canciones expresan un mayor compromiso social. Abundan los sonidos jamaicanos (reggae, ska) y el funky, y cuenta con la colaboración de Los Delinqüentes, Son de la Frontera y Aterciopelados.
En 2013 publica su trabajo "Shinco", el cual se termina de financiar a través de los mecenazgos de su campaña micromecenazgo. Según palabras de Arístides Moreno, Shinco es un disco donde “desnudo con mi voz y mi guitarra, con mis tenencias y mis carencias, en pelota viva, a corazón abierto, llevando luz a donde había oscuro, observando el reflejo del sonido, de mi voz, de mis palabras y recibiendo el extraordinario regalo de sentirme, de entender que la existencia me provee de lo que necesito, que todo lo que acontece conviene y sobre todo que  la presencia es el regalo de estar en el presente, y  yo siempre he querido compartir este presente con ustedes, cantar juntos, mover el aire vibrando a través de las frecuencias sonoras que unifican los campos electromagnéticos de nuestros corazones y sentir nuestra humanidad, diseñada para amar”.

## Discografía
- Samba de otro mundo (1998)
- El corsario de la biosfera (1999)
- Espectro lumínico (2005)
- Economía Sumergida (2008)
- Shinco (2013)